# Dragør Boldklub
Dragør Boldklub er en dansk fodboldklub. Den blev stiftet 21. maj 1907 og er dermed Amagers ældste eksisterende fodboldklub.
| Fodbold | Spire Denne artikel om en dansk fodboldklub er en spire som bør udbygges. Du er velkommen til at hjælpe Wikipedia ved at udvide den. |